# Arthropteris parallela
Arthropteris parallela är en spjutbräkenväxtart som först beskrevs av Bak., och fick sitt nu gällande namn av Carl Frederik Albert Christensen. Arthropteris parallela ingår i släktet Arthropteris och familjen Nephrolepidaceae. Inga underarter finns listade.